# Santo Antônio do Pinhal
Santo Antônio do Pinhal là một đô thị ở bang São Paulo của Brasil, trong tiểu vùng Campos do Jordão. Đô thị này nằm ở vĩ độ 22º49'38" độ vĩ nam và kinh độ 45º39'45" độ vĩ tây, trên khu vực có độ cao 1.080 m. Dân số năm 2004 ước tính là 6.827 người. Đô thị này có diện tích 133,27 km² với độ dân số 51,23 người/km².
Các đô thị giáp ranh gồm São Bento do Sapucaí về phía bắc, Campos do Jordão về phía đông bắc, Pindamonhangaba về phía đông, Tremembé về phía nam, Monteiro Lobato về phía tây nam và Sapucaí-Mirim (MG) về phía tây bắc.

### Sông ngòi
- Sông da Prata

### Các xa lộ
- SP-46